# Charles Etienne Brasseur de Bourbourg

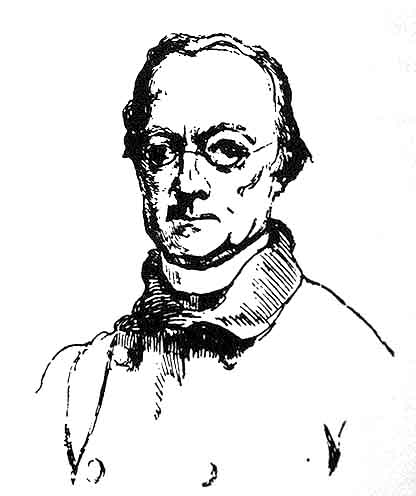
Charles Etienne Brasseur de Bourbourg

Charles Etienne Brasseur de Bourbourg (ur. 8 września 1814, zm. 8 stycznia 1874) – francuski pisarz, historyk, etnograf i archeolog; jeden z pierwszych naukowców badających kulturę Mezoameryki. Jego prace stanowią pierwowzór dla późniejszych badaczy pisma, historii i kultury Majów i Azteków.

## Życiorys

### Gandawa
Charles Etienne Brasseur de Bourbourg urodził się w 8 września 1814 r. w małej miejscowości Bourbourg, niedaleko Dunkierki. Jako młody człowiek pojechał do Gandawy w Belgii, gdzie przygotowywał się do studiów teologicznych i filozoficznych. Tam swoje pierwsze kroki stawiał jako pisarz. W 1837 roku jako 23-letni student począł pisać eseje do paryskich gazet.
Pod pseudonimem pisywał również rozprawy historyczne m.in. na temat Jerozolimy Jérusalem, tableau de l'histoire et des vicissitudes de cette ville célèbre depuis son origine la plus reculée jusqu'à nos jours. Opublikował kilka powieści romantycznych. Jeden z nich zatytułowany Le Sérapéon, otrzymał recenzję w której oskarżano go o plagiat innego utworu Les Martyrs autorstwa René de Chateaubriand z 1809 roku. Tego typu opinie kilkakrotnie jeszcze pojawiły się przy okazji jego publikacji.

### Rzym, Quebec, Boston
W 1845 roku wyjechał do Rzymu, gdzie uzyskał święcenia duchowne. Rok wcześniej Bourbourg nawiązał znajomość z kanadyjskim ojcem Leonem Gingras. Duchowny przekonał swojego przyjaciela generalnego wikarego Quebecu w Kanadzie, ojca Charles-Félix Cazeau, by młody Bourbourg mógł uczęszczać do tamtejszego seminarium. Po święceniach za zgodą Arcybiskupa Josepha Signaya, jesienią 1645 roku, wyjechał do Kanady Brytyjskiej do miasta Quebec. Tam, Bourbourg, został na krótki czas profesorem historii kościoła w seminarium oraz rozpoczął prace badawcze na temat historii diecezji Quebec oraz XVII-wiecznego fundatora seminarium, pierwszego rzymskokatolickiego biskupa Quebec – Francis de Laval (dziś znany jako Uniwersytet Laval). Rezultaty jego badań zostały opublikowane w 1846 roku jako biografia Laval. Charakter tego dzieła, uznawanego jako po części pamflet, wzbudziło niezadowolenie wśród kanadyjskich współpracowników. Bourbourg zmuszony został do wyjazdu z Kanady.
Kolejnym etapem w życiu Bourbourg, był Boston, gdzie za protekcją biskupa Johna Bernarda Fitzpatricka został wikarym diecezji. Po nie całym roku powrócił do Europy, do Rzymu i Madrytu, gdzie rozpoczął studia nad historią Mezoameryki.

## Ameryka Środkowa
Od 1848 do 1863 roku Bourbourg rozpoczął misję misjonarską w całym Meksyku i państwach sąsiedzkich. Podróże te wykorzystywał do gromadzenia informacji na temat historii starożytnej Mezoameryki.
W latach 1857–1858 opublikował historię starożytną cywilizacji Azteków, Histoire des nations civilisées du Mexique et de l'Amérique Centrale, w której według współczesnych, zawarł wiele kontrowersyjnych lub zmyślonych informacji.
Prowadził również badania nad miejscowymi językami i ich przekładami na język łaciński. Między 1861 a 1864 rokiem wydał owoc owych tłumaczeń oraz opublikował zbiory dokumentów w rodzimych językach alfabetem łacińskim. W 1864, jako archeolog, został przydzielony do ekspedycji francuskiego wojska do Meksyku. Rezultatem tego, była praca Monuments anciens du Mexique opublikowana przez rząd Francji w 1866 roku.

### Pismo hieroglificzne Majów i Popol Vuh
W 1862 Charles Etienne Brasseur de Bourbourg, podczas przeszukiwania zbiorów archiwów Real Academia de la Historia w Madrycie odkrył skróconą kopię rękopisu, napisanego przez hiszpańskiego duchownego Diego de Landa około roku 1566. De Landa był jednym z pierwszych który prowadził chrystianizację Jukatanu i jednocześnie badanie historii tej kultury. W swoim dziele Relación de las cosas de Yucatán de Landa między innymi opisywał i stworzył próbkę majańskiego pisma. Ta część rękopisu szczególnie zainteresowała Brasseur, który uważał go za klucz do rozszyfrowania piktogramów i znaków ikonograficznych. W 1863 roku ogłosił to jako odkrycie i wydał publikację w dwóch językach – francuskim i hiszpańskim pod tytułem Relation des choses de Yucatán de Diego de Landa. Jak się okazało próba interpretacji pisma Majów dokonana przez de Landę była wielką pomyłką, niemniej jednak praca Brasseura dała początek badaniom nad rozszyfrowaniem tego pisma.
W 1861 spod jego pióra wyszło kolejne wielkie dzieło, francuskie tłumaczenia majańskiej księgi Popol Vuh, poświęconej plemieniu Indian Quiché należących do rodziny Maja. Brasseur stworzył gramatykę Języka Quiché i napisał esej na temat mitologii Mezoameryki.

### Kodeks Madrycki
W 1866 roku, Brasseur de Bourbourg przebywając w Madrycie natkną się na fragment manuskryptu należącego do hiszpańskiego paleografa profesora Juan de y Tro Ortolano, który nabył go sześć lat wcześniej. Artefakt okazał się starym kodeksem złożonym w formie harmonii i zawierającym bardzo podobne znaki i rysunki do tych jakie Bourbourg widział na Jukatanie. Po bliższym przyjrzeniu się Francuz zidentyfikował manuskrypt jako jeden z czterech ocalałych kodeksów majańskich i nadał mu nazwę Kodeks Troano od imienia właściciela rękopisu. W 1870 roku swoje wyniki swoich analiz i cały kodeks, opublikował pod tytułem Manuscrit Troano, études sur le système graphique et la langue des Mayas.
Kilka lat później Brasseur de Bourbourg spotkał się z innym dokumentem odkrytym przez Léon de Rosny i nazwanego Kodeksem Cortesianus. Manuskrypt ten, po bliższej analizie okazał się częścią Kodeksu Troano. Francuz połączył oba dokumenty i nadał im nazwę Kodeks Tro – Cortesianus, dziś znanego jako Kadeks Madrycki.
W 1871 Brasseur de Bourbourg opublikował go w Bibliotece Mexico-Guatémalienne jako kompendium literatury i źródła związane ze studiami nad Mezoameryką.
Charles Etienne Brasseur de Bourbourg umarł w Nicei 8 stycznia 1874 w wieku 59 lat.

## Galeria

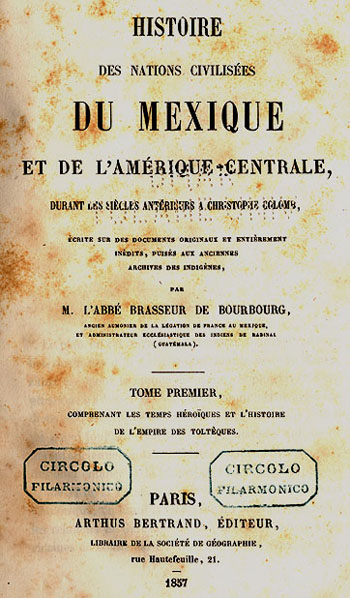
Historia Meksyku
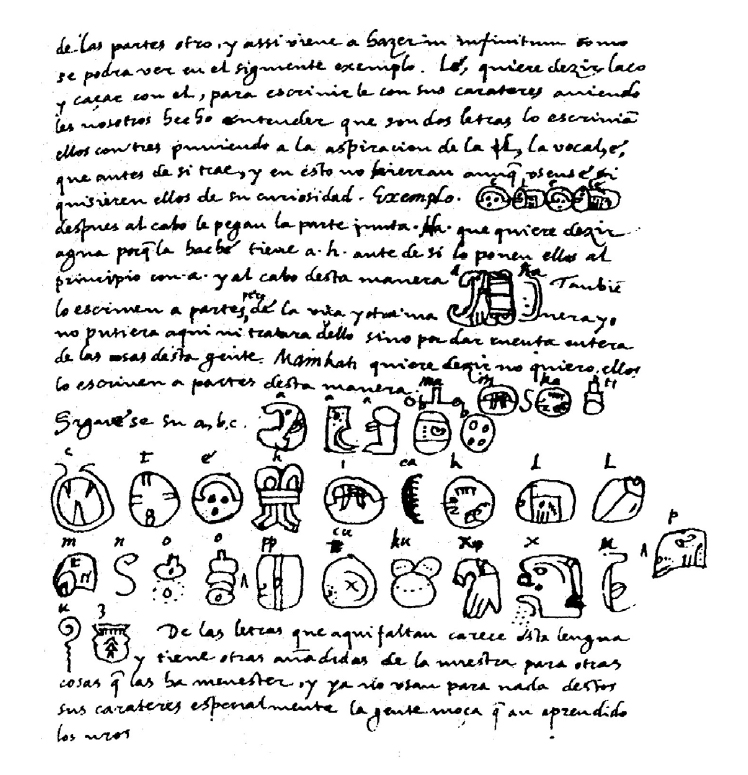
Alfabet Majów według Diego de Landy